# LaserWriter

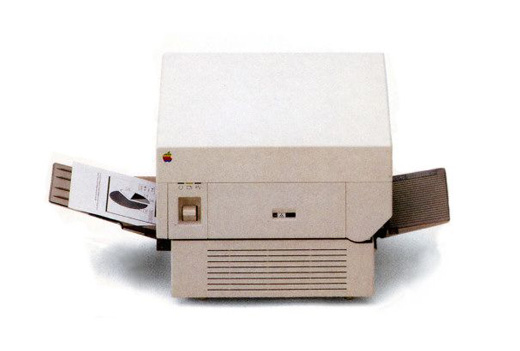
Apple LaserWriter（初代）

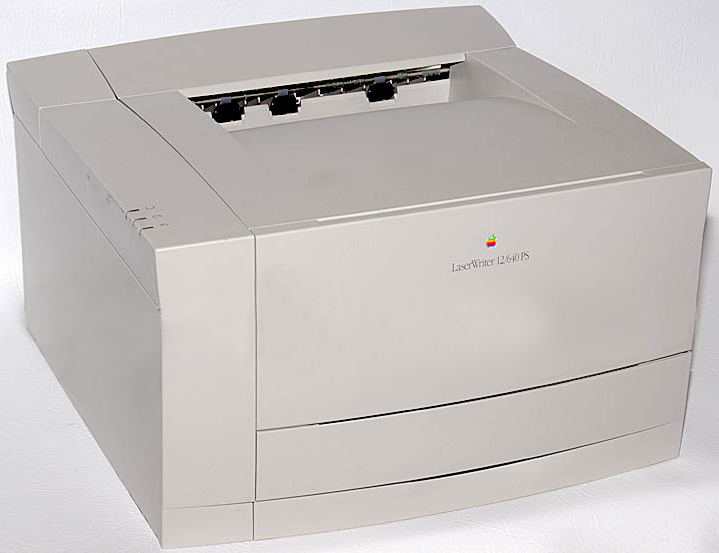
LaserWriter 12/640 PS

LaserWriter（レーザーライター）はAppleが1985年から1997年まで販売していたレーザープリンターシリーズの総称、または1985年に発売し1988年に販売終了したPostScript対応のLaserWriter初代のことである。
1998年、スティーブ・ジョブズのApple復帰後の不採算事業の整理に伴い、Appleはディスプレイを除き、プリンターを含むMac向け周辺機器事業のほとんどから一旦は撤退した。

## 概要
- Apple純正周辺機器として、ほとんどのLaserWriterプリンターがMac OSに標準でドライバが添付されていた。
  - Mac OS 8.1に付属するLaserWriter 8.5.1でTCP/IPでのプリントに対応した[3][4]。
- オフィス向けはPostScriptに対応したプリンターが主流。
- 一部のプリンターはWindowsでも動作する。
- 一部のプリンターは他社製の部品も使用可能。

## 主な機種

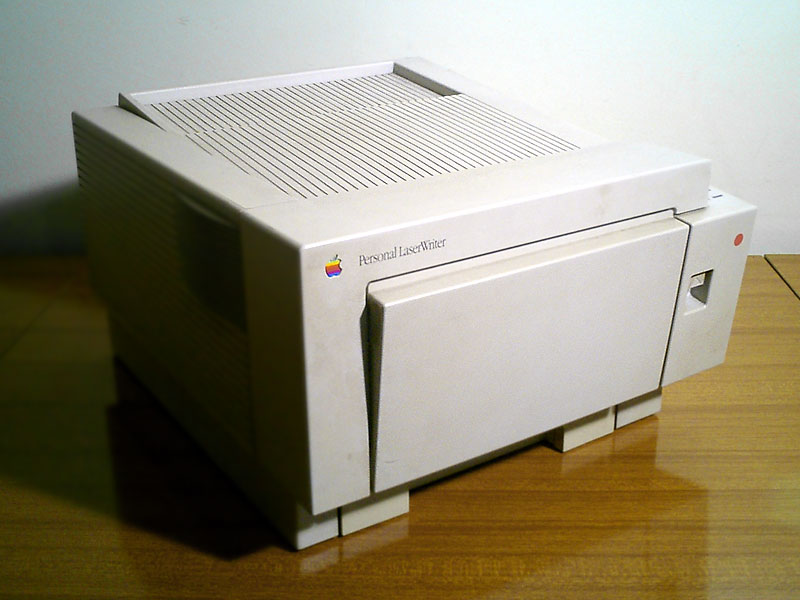
Personal LaserWriter LS

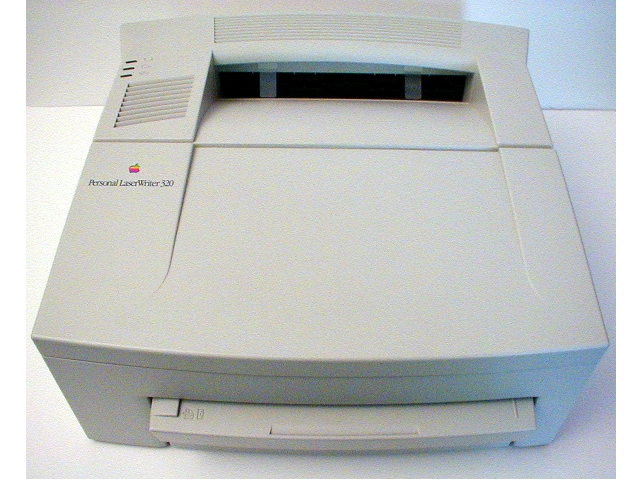
Personal LaserWriter 320

### 個人向けモノクロレーザープリンター
- Personal LaserWriter LS
- Personal LaserWriter SC
- Personal LaserWriter NTシリーズ
- Personal LaserWriter 300シリーズ

### オフィス向けモノクロレーザープリンター
- LaserWriter
  - Adobeと共同開発[5][6]

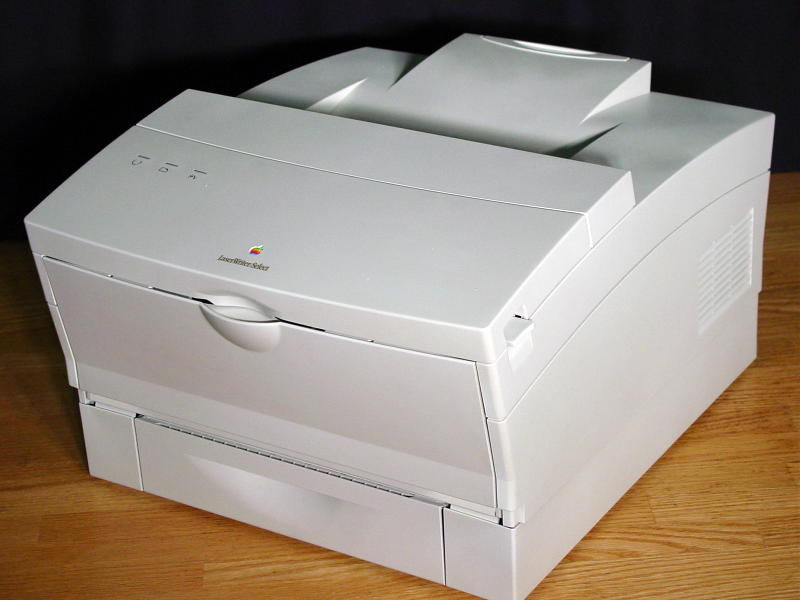
LaserWriter Select 310

  - CPUにMC68000 12MHz、キヤノン製プリントエンジンを採用、LocalTalk対応
- LaserWriter Plus

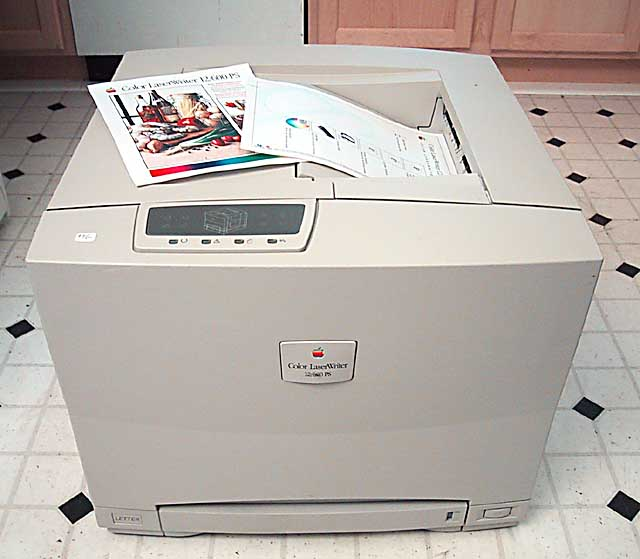
Color LaserWriter 12/600 PS

- LaserWriter II NTX-J
- LaserWriter Selectシリーズ
- LaserWriter 4/600 PS
- LaserWriter 12/640 PS
- LaserWriter 16/600 PS
- LaserWriter Proシリーズ
- LaserWriter 8500

### オフィス向けカラーレーザープリンター
- Apple Color LaserWriter 12/600 PS（レーザエンジン：Canon LBP-ZX）[7]
- Apple Color LaserWriter 12/660 PS（レーザエンジン：Canon LBP-ZX）

## 関連情報
- ImageWriter - Apple純正のドットインパクトプリンター
- Color StyleWriter - Apple純正のインクジェットプリンター
- Symbol - 多くのOSに標準搭載となっているが、もともとはAppleが1985年に本機に搭載したフォントである